# Tetranchyroderma insolitum
Tetranchyroderma insolitum is een buikharige uit de familie van de Thaumastodermatidae. De wetenschappelijke naam van de soort werd voor het eerst geldig gepubliceerd in 2012 door Lee en Chang.